# Championnat de Roumanie de rugby à XV 2012
Navigation
SuperLiga 2011 SuperLiga 2013
Le championnat de Roumanie de rugby à XV 2012 ou SuperLiga 2012 est 98e édition de la compétition qui se déroule du 7 avril 2012 au 7 octobre 2012. Elle oppose les huit meilleures équipes de Roumanie.

## Liste des équipes en compétition
La compétition oppose pour la saison 2011-2012 les huit meilleures équipes roumaines de rugby à XV :
| - Poli Iasi - CSM Baia Mare - CSM Bucarest - Dinamo Bucarest | - RCJ Farul Constanța - RC Steaua Bucarest - RCM Timisoara - CS Universitatea Cluj-Napoca |

## Résumé des résultats

### Classement de la phase régulière
| Rang | Club                         | J  | V  | N | D  | Bo | Bd | Pm  | Pe  | Diff | Pts |
| ---- | ---------------------------- | -- | -- | - | -- | -- | -- | --- | --- | ---- | --- |
| 1    | CSM Baia Mare (T)            | 14 | 12 | 0 | 2  | 9  | 0  | 472 | 183 | +289 | 57  |
| 2    | Timișoara Saracens           | 14 | 12 | 0 | 2  | 8  | 0  | 449 | 160 | +289 | 56  |
| 3    | RC Steaua Bucarest           | 14 | 9  | 0 | 5  | 10 | 0  | 451 | 246 | +205 | 46  |
| 4    | RCJ Farul Constanța          | 14 | 8  | 0 | 6  | 7  | 0  | 411 | 288 | +123 | 39  |
| 5    | Dinamo Bucarest              | 14 | 7  | 0 | 7  | 7  | 0  | 324 | 295 | +29  | 35  |
| 6    | CSM Bucarest                 | 14 | 6  | 0 | 8  | 5  | 0  | 375 | 320 | +55  | 29  |
| 7    | CS Universitatea Cluj-Napoca | 14 | 1  | 0 | 13 | 3  | 0  | 159 | 562 | -403 | 7   |
| 8    | Poli Iasi (P)                | 14 | 1  | 0 | 13 | 1  | 0  | 133 | 720 | -587 | 5   |

|  | Qualifiés pour le play-off (no 1, no 2, no 3, no 4). |
|  | Qualifiés pour le play-out (no 5, no 6, no 7, no 8). |
|  | T : tenant du titre 2011 • P : promu 2011            |

Attribution des points : victoire sur tapis vert : 5, victoire : 4, match nul : 2, défaite : 0, forfait : -2 ; plus les bonus (offensif : 4 essais marqués ; défensif : défaite par 7 points d'écart maximum).
Règles de classement : ?

## Phase finale

### Play-off
| Rang | Club                | J | V | N | D | Bo | Bd | Pm  | Pe  | Diff | Pts |
| ---- | ------------------- | - | - | - | - | -- | -- | --- | --- | ---- | --- |
| 1    | CSM Baia Mare       | 6 | 4 | 0 | 2 | 4  | 0  | 144 | 110 | +34  | 20  |
| 2    | Timișoara Saracens  | 6 | 4 | 0 | 2 | 2  | 0  | 134 | 102 | +32  | 18  |
| 3    | RCJ Farul Constanța | 6 | 3 | 0 | 3 | 3  | 0  | 148 | 162 | -14  | 15  |
| 4    | RC Steaua Bucarest  | 6 | 1 | 0 | 5 | 3  | 0  | 133 | 185 | -52  | 7   |

Attribution des points : victoire sur tapis vert : 5, victoire : 4, match nul : 2, défaite : 0, forfait : -2 ; plus les bonus (offensif : 4 essais marqués ; défensif : défaite par 7 points d'écart maximum).

### Play-out
| Rang | Club                         | J | V | N | D | Bo | Bd | Pm  | Pe  | Diff | Pts |
| ---- | ---------------------------- | - | - | - | - | -- | -- | --- | --- | ---- | --- |
| 1    | Dinamo Bucarest              | 6 | 5 | 1 | 0 | 3  | 0  | 200 | 92  | +108 | 25  |
| 2    | CSM Bucarest                 | 6 | 4 | 1 | 1 | 4  | 0  | 233 | 106 | +127 | 22  |
| 3    | CS Universitatea Cluj-Napoca | 6 | 1 | 1 | 4 | 0  | 0  | 81  | 172 | -91  | 6   |
| 4    | Poli Iasi                    | 6 | 0 | 1 | 5 | 1  | 0  | 84  | 228 | -144 | 2¹  |

¹Poli Iasi : partie perdue par défaut contre Cluj le 02.09.2012 sur le score 5 de 0 (1 point de pénalité).

Attribution des points : victoire sur tapis vert : 5, victoire : 4, match nul : 2, défaite : 0, forfait : -2 ; plus les bonus (offensif : 4 essais marqués ; défensif : défaite par 7 points d'écart maximum).

### Tableau final play-off
|  | Demi-finales                                      | Demi-finales      |                        |    | Finale                                            | Finale                                            |
|  | Demi-finales                                      | Demi-finales      |                        |    | Finale                                            | Finale                                            |
|  |                                                   |                   |                        |    |                                                   |                                                   |
|  | 30 septembre 2012                                 | 30 septembre 2012 |                        |    | 7 octobre 2012 au Stade Arcul de Triumf, Bucarest | 7 octobre 2012 au Stade Arcul de Triumf, Bucarest |
|  | 30 septembre 2012                                 | 30 septembre 2012 |                        |    | 7 octobre 2012 au Stade Arcul de Triumf, Bucarest | 7 octobre 2012 au Stade Arcul de Triumf, Bucarest |
|  | CSM Baia Mare                                     | 24                |                        |    | 7 octobre 2012 au Stade Arcul de Triumf, Bucarest | 7 octobre 2012 au Stade Arcul de Triumf, Bucarest |
|  | CSM Baia Mare                                     | 24                |                        |    | 7 octobre 2012 au Stade Arcul de Triumf, Bucarest | 7 octobre 2012 au Stade Arcul de Triumf, Bucarest |
|  | RC Steaua Bucarest                                | 20                |                        |    | 7 octobre 2012 au Stade Arcul de Triumf, Bucarest | 7 octobre 2012 au Stade Arcul de Triumf, Bucarest |
|  | RC Steaua Bucarest                                | 20                | CSM Baia Mare          | 6  |                                                   |                                                   |
|  | 30 septembre 2012                                 |                   | CSM Baia Mare          | 6  |                                                   |                                                   |
|  |                                                   | RCM Timisoara     | 16                     |    |                                                   |                                                   |
|  | RCM Timisoara                                     | RCM Timisoara     | 16                     | 68 |                                                   |                                                   |
|  | RCM Timisoara                                     |                   |                        | 68 |                                                   |                                                   |
|  | FC Farul Constanța                                | 13                |                        |    |                                                   |                                                   |
|  | FC Farul Constanța                                | 13                | Match pour la 3e place |    |                                                   |                                                   |
|  |                                                   |                   |                        |    |                                                   |                                                   |
|  | 7 octobre 2012 au Stade Arcul de Triumf, Bucarest |                   |                        |    |                                                   |                                                   |
|  |                                                   |                   |                        |    |                                                   |                                                   |
|  | RC Steaua Bucarest                                | 36                |                        |    |                                                   |                                                   |
|  | RC Steaua Bucarest                                | 36                |                        |    |                                                   |                                                   |
|  | FC Farul Constanța                                | 20                |                        |    |                                                   |                                                   |
|  | FC Farul Constanța                                | 20                |                        |    |                                                   |                                                   |

### Tableau final play-out
|  | Demi-finales                                      | Demi-finales      |                        |    | Finale                                            | Finale                                            |
|  | Demi-finales                                      | Demi-finales      |                        |    | Finale                                            | Finale                                            |
|  |                                                   |                   |                        |    |                                                   |                                                   |
|  | 29 septembre 2012                                 | 29 septembre 2012 |                        |    | 6 octobre 2012 au Stade Arcul de Triumf, Bucarest | 6 octobre 2012 au Stade Arcul de Triumf, Bucarest |
|  | 29 septembre 2012                                 | 29 septembre 2012 |                        |    | 6 octobre 2012 au Stade Arcul de Triumf, Bucarest | 6 octobre 2012 au Stade Arcul de Triumf, Bucarest |
|  | Dinamo Bucarest                                   | 41                |                        |    | 6 octobre 2012 au Stade Arcul de Triumf, Bucarest | 6 octobre 2012 au Stade Arcul de Triumf, Bucarest |
|  | Dinamo Bucarest                                   | 41                |                        |    | 6 octobre 2012 au Stade Arcul de Triumf, Bucarest | 6 octobre 2012 au Stade Arcul de Triumf, Bucarest |
|  | Poli Iasi                                         | 8                 |                        |    | 6 octobre 2012 au Stade Arcul de Triumf, Bucarest | 6 octobre 2012 au Stade Arcul de Triumf, Bucarest |
|  | Poli Iasi                                         | 8                 | Dinamo Bucarest        | 24 |                                                   |                                                   |
|  | 29 septembre 2012                                 |                   | Dinamo Bucarest        | 24 |                                                   |                                                   |
|  |                                                   | CSM Bucarest      | 36                     |    |                                                   |                                                   |
|  | CSM Bucarest                                      | CSM Bucarest      | 36                     | 38 |                                                   |                                                   |
|  | CSM Bucarest                                      |                   |                        | 38 |                                                   |                                                   |
|  | CS Universitatea Cluj-Napoca                      | 8                 |                        |    |                                                   |                                                   |
|  | CS Universitatea Cluj-Napoca                      | 8                 | Match pour la 3e place |    |                                                   |                                                   |
|  |                                                   |                   |                        |    |                                                   |                                                   |
|  | 6 octobre 2012 au Stade Arcul de Triumf, Bucarest |                   |                        |    |                                                   |                                                   |
|  |                                                   |                   |                        |    |                                                   |                                                   |
|  | Poli Iasi                                         | 27                |                        |    |                                                   |                                                   |
|  | Poli Iasi                                         | 27                |                        |    |                                                   |                                                   |
|  | CS Universitatea Cluj-Napoca                      | 36                |                        |    |                                                   |                                                   |
|  | CS Universitatea Cluj-Napoca                      | 36                |                        |    |                                                   |                                                   |

## Résultats détaillés

### Phase régulière

#### Tableau synthétique des résultats
L'équipe qui reçoit est indiquée dans la colonne de gauche.
| Clubs               | IAS | BAI | BUC | DIN | FAR | STE | TIM | UCN |
| ------------------- | --- | --- | --- | --- | --- | --- | --- | --- |
| Poli Iasi           |     | -   | -   | -   | -   | -   | -   | -   |
| CSM Baia Mare       | -   |     | -   | -   | -   | -   | -   | -   |
| CSM Bucarest        | -   | -   |     | -   | -   | -   | -   | -   |
| Dinamo Bucarest     | -   | -   | -   |     | -   | -   | -   | -   |
| RCJ Farul Constanța | -   | -   | -   | -   |     | -   | -   | -   |
| RC Steaua Bucarest  | -   | -   | -   | -   | -   |     | -   | -   |
| RCM Timisoara       | -   | -   | -   | -   | -   | -   |     | -   |
| Universitatea Cluj  | -   | -   | -   | -   | -   | -   | -   |     |

|  | Victoire à domicile |  | Match nul |  | Défaite à domicile |

#### Détail des résultats
Les points marqués par chaque équipe sont inscrits dans les colonnes centrales (3-4) alors que les essais marqués sont donnés dans les colonnes latérales (1-6). Les points de bonus sont symbolisés par une bordure bleue pour les bonus offensifs (quatre essais ou plus marqués), orange pour les bonus défensifs (défaite avec au plus sept points d'écart), rouge si les deux bonus sont cumulés.

### Phase finale

#### Demi-finales
| 30 septembre 2012 11 h 00 CET | CSM Baia Mare | 24-20 (10-13) | RC Steaua Bucarest | Lascăr Ghineţ, Baia Mare |
| 30 septembre 2012 11 h 00 CET | Essai(s) : Botezatu (39e), Dinis (46e), Ene (61e) Transformation(s) : Wiringi (40e, 47e, 62e) Pénalité(s) : Wiringi (28e) |               | Essai(s) : Grigore (16e), Cazan (52e) Transformation(s) : Dumbrava (17e), Vlaicu (53e) Pénalité(s) : Vlaicu (26e, 36e) Carton(s) jaune(s) : Nere (60e) | Lascăr Ghineţ, Baia Mare |
| 30 septembre 2012 11 h 00 CET | |               | | Lascăr Ghineţ, Baia Mare |

| 30 septembre 2012 16 h 00 CET | RCM Timisoara | 68-13 (26-8) | RCJ Farul Constanta                                                                                                 | Stadionul Electromoto, Timișoara |
| 30 septembre 2012 16 h 00 CET | Essai(s) : Kinikinilau (4e), Pungea (25e), Fercu (36e) Moala (39e, 76e), Rus (44e), Calafeteanu (47e), Tuiatua (49e), Conache (71e), Lemnaru (79e) Transformation(s) : Calafeteanu (5e, 26e, 40e, 45e, 48e, 50e, 72e, 77e, 80e) Carton(s) jaune(s) : Burcea (19e) |              | Essai(s) : van Wyk (7e), Agiacai (53e) Pénalité(s) : Dumond (28e) Carton(s) jaune(s) : Jantjies (18e), Cornei (30e) | Stadionul Electromoto, Timișoara |
| 30 septembre 2012 16 h 00 CET | |              | | Stadionul Electromoto, Timișoara |

#### Match pour la troisième place
| 7 octobre 2012 14 h 00 CET | RC Steaua Bucarest | 36 - 20 (13-13) | RCJ Farul Constanta | Stade Arcul de Triumf, Bucarest Arbitre : S. Clouté |
| 7 octobre 2012 14 h 00 CET | Essai(s) : Diagonescu (18e), Melinte (51e), Lucaci (55e) Transformation(s) : Vlaicu (19e, 51e, 56e) Pénalité(s) : Vlaicu (9e, 13e, 45e), Dumbrava (72e, 75e) Carton(s) jaune(s) : Dumbrava (24e) |                 | Essai(s) : Dumond (27e), Munteanu (31e, 80e) Transformation(s) : Dumond (80e) Pénalité(s) : Dumond (22e) Carton(s) jaune(s) : Cornei (50e), Stein (71e) | Stade Arcul de Triumf, Bucarest Arbitre : S. Clouté |
| 7 octobre 2012 14 h 00 CET | |                 | | Stade Arcul de Triumf, Bucarest Arbitre : S. Clouté |

#### Finale
| 7 octobre 2012 16 h 00 CET | RCM Timisoara                                                                                                 | 16 - 6 (3-6) | CSM Baia Mare | Stade Arcul de Triumf, Bucarest Arbitre : Salem Attalah |
| 7 octobre 2012 16 h 00 CET | Essai(s) : Conache (78e) Transformation(s) : Conache (79e) Pénalité(s) : Calafeteanu (2e), Conache (60e, 74e) |              | Pénalité(s) : Wiringi (23e) Drop(s) : Wiringi (19e) Carton(s) jaune(s) : Stoica (29e), Radoi (30e), Macovei (73e) | Stade Arcul de Triumf, Bucarest Arbitre : Salem Attalah |
| 7 octobre 2012 16 h 00 CET | |              | | Stade Arcul de Triumf, Bucarest Arbitre : Salem Attalah |

## Statistiques

### Meilleurs réalisateurs
| Rang | Joueur                | Club            | Position       | Points | Essais | Transf. | Pén. | Drops |
| ---- | --------------------- | --------------- | -------------- | ------ | ------ | ------- | ---- | ----- |
| 1    | Florin Vlaicu         | Steaua Bucarest | centre/arrière | 199    | ?      | ?       | ?    | ?     |
| 2    | Valentin Calafeteanu  | Timisoara       | demi de mêlée  | 165    | ?      | ?       | ?    | ?     |
| 3    | Constantin Statulescu | Dinamo Bucarest | ouvreur        | 151    | ?      | ?       | ?    | ?     |
| 4    | Michael Wiringi       | Baia Mare       | ouvreur        | 151    | ?      | ?       | ?    | ?     |
| 5    | Marian Ispir          | CSM Bucarest    | ailier         | 132    | ?      | ?       | ?    | ?     |